# Hokkaido buča

Hokkaido buča tudi »Hokaido« (japonsko: »Uchiki kuri« katakana:ウチキクリ), (znanstveno ime Cucurbita maxima var. maxima Red Kuri) opisno: »japonska bučka«, je gojena podvrsta orjaške buče (Cucurbita maxima), ki spada v družino bučevk.

## Značilnosti
Plodovi so čebulasti, lahko so tudi bolj zaokroženi, z zgolj nakazanimi rebri, meso pa svetlooranžno, čvrsto, z veliko karotena. Lupina je oranžna ali rdeča, lahko pa tudi siva ali zelena. 
Plodovi oz. bučke so težke od 0,5 do 2,0 kilograma, njihova tanka lupina se za razliko od večine drugih vrst buč med kuhanjem zmehča. Meso ima okus po oreščkih, podoben okusu kostanja in stabilno konsistenco, čeprav vsebuje malo vlaknin.

## Zgodovina
Buče so na Japonsko prinesli Portugalci že v 16. stoletju, kjer so se iz Nagasakija razširile po vsem otočju. V 19. stoletju so uvedli nove sorte buč iz Amerike. Leta 1878 so kmetijski svetovalci iz ZDA na Japonsko prinesli sorte buč tipa Hubbard, ki so bile na Japonskem do tedaj neznane. S križanjem so v prefekturi Fukušima razvili novo sorto Aizu kuri kabocha (会津赤皮甘栗かぼちゃ).
V Kanazavi (prefektura Išikava) se je gojitelj zelenjave Saichirō Matsumoto (松本佐一郎) iz Utsugi Machija (打木町) vrsto let trudil s križanjem vzgojiti še boljše buče, dokler ni razvil današnje sorte Uchiki kuri (Hokkaido).
Od leta 1945 je v strokovnih krogih poznana tudi sorta Utsugi akagawa amaguri kabocha (akagawa = rdeča lupina, amaguri = sladki kostanj, kabocha = buča). Ker je prvo seme sorte Ushiki kuri, uvoženo v Nemčijo, prišlo s Hokkaida, je japonski trgovec s hrano Hiroshi Kozaki (古嵜寛志) s sedežem v Stuttgartu, buče prodajal pod imenom otoka.
Od devetdesetih let preteklega stoletja se Hokkaido buče gojijo tudi v Evropi in so v redni prodaji.

## Uporaba
Hokkaido buče se lahko uživajo presne, kuhane pa v juhah, pirejih, narastkih, kot priloga k testeninam, odlične so pečene, v sladicah in vložene v kompotu.